# بانک دی
بانک دی یک بانک ایرانی در قالب شرکت سهامی عام است. این بانک در سال ۱۳۸۹ تأسیس شد و در حال حاضر دارای ۹۱ شعبه و حدود ۱۲۰۰ کارمند در سراسر کشور است. سهام بانک دی در بازار فرابورس ایران دادوستد می‌شود.

## تاریخچه و نام
تاریخ شروع فعالیت بانک دی از تاریخ ۱۳۸۹/۰۲/۱۸ می‌باشد. واژه دی در ایران باستان به معنای آفریدن، ساختن و بخشودن است و دادار در فارسی از همین ریشه گرفته شده‌است. بانک دی از زیرمجموعه‌های بنیاد شهید و امور ایثارگران می‌باشد.

## فعالیت‌ها
فعالیت این بانک ارائه انواع خدمات نوین بانکی و ارائه انواع کارت الکترونیکی می‌باشد. بانک دی در سال ۱۳۹۴ به شبکه جهانی سوئیفت پیوست و در همین سال دی موفق به دریافت نشان مسئولیت پذیری اجتماعی در کنفرانس ملی برند پایدار شد.

## گروه‌های مالی و شرکت‌های زیرمجموعه
بانک دی جزو ثروتمندترین بانک‌های خصوصی ایران به حساب می‌آید اما به دلیل مدیریت غلط منابع این بانک درحال حاضر زیانده می باشد . از جمله دارایی‌های این بانک می‌توان نیروگاه دماوند، کوهستان پارک مشهد، زمین مترو صادقیه تهران، مجتمع فرهنگی تفریحی چشم تهران، شرکت سرمایه‌گذاری بوعلی و موارد بسیاری اشاره کرد که ارزش خالص فعلی آنها هزاران میلیارد ریال تخمین زده شده و برای فروش به مزایده گذاشته شده‌است. هر یک از شرکت‌های زیر مجموعه بانک دی نیز دارایی‌ها و شرکت‌های زیر مجموعه بسیاری دارند که ارزش هر کدام از آنها نیز هزاران میلیارد ریال تخمین زده می‌شود.
- کارگزاری بانک دی
- صندوق سرمایه‌گذاری بانک دی
- توسعه دیدار ایرانیان
- شرکت تجارت الکترونیک دی
- بیمه دی
- شرکت عمران و مسکن آباد دی (عماد)
- شرکت آتیه سازان دی
- صرافی دی
- شرکت لیزینگ دی
- شرکت خدمات مالی حسابداری دی ایرانیان که مجوز، تصمیم سازی و اعتبار سنجی تسهیلات کلان و ارزیابی املاک، دربانک دی صادر می‌نماید.
- امیدبنیان دی

## وضعیت کنونی
در حال حاضر بانک دی در حال گسترش سرمایه، شعب و مشتریان خود می‌باشد. در سال ۱۳۹۱ افزایش سرمایه به مبلغ هزار میلیارد محقق شد. در سال مالی ۱۳۹۷ بانک دی با سرمایه ۶٬۴۰۰٬۰۰۰ میلیون ریال، زیانی بیش از ۸۱٬۹۰۳٬۷۹۹ میلیون ریال (۸ هزار و ۱۰۰ میلیارد تومان) به بار آورده در سال 99این بانک با افزایش سرمایه سرمایه خود را به 1,350,000,000,000رساند. به همین دلیل بانک مجبور به مزایده اموال مازاد خود شده‌است.

## برند بانک دی
بانک دی در رتبه‌بندی 100شرکت برتر ایران در جایگاه ۵۶ام قرار دارد.

## اسپانسر
بانک دی در سال ۱۳۹۵ با امضای قراردادی دو ساله با فدراسیون والیبال ایران از سال ۲۰۱۶ تا ۲۰۱۷ به عنوان اسپانسر و حامی مالی تیم‌های ملی ایران انتخاب شد.

## فساد بانک دی
به فاصله اندک از انتشار خبر اختلاس ۱۵ میلیارد تومانی و پیرو شوک حاصل از همین خبر، طرح تحقیق و تفحصی در مجلس نهم کلید خورد و آن‌طور که عباس فلاحیان نماینده مجلس نهم خبر داد اختلاسی در بانک دی رخ داده و علاوه بر آن مطالبات جانبازان نیز پرداخت نشده است. همزمان امیر خجسته نماینده همدان در همان مجلس نهم در قامت طرح تفحص از بنیاد شهید با بیان اینکه تحقیق و تفحص از مدیریت بنیاد شهید است، نه از خود بنیاد گفت: «شفاف نبودن عملکرد مالی بنیاد شهید، عدم‌توجه کامل به ایثارگران و مشکلات مدیریتی از جمله دلایلی است که ۹۰ نماینده مجلس را برای تحقیق و تفحص از بنیاد شهید مصمم کرده است.» تفحصی که با مدیریت مسعود زريبافان در بنیاد شهید و ریاست‌جمهوری محمود احمدی‌نژاد در دولت همزمان بود.
اما تا شهریورماه ۹۳ یعنی پس از پایان دولت احمدی‌نژاد گزارش هیات تفحص در صحن مجلس قرائت نشد. اتفاقی که البته هرگز رنگ واقعیت به خود نگرفت اما آن‌طور که یک عضو هیات تفحص در شهریورماه ۹۳ در اختیار رسانه‌ها قرار داد روشن شد که فسادی ۱۷۰ میلیاردی در جریان بوده است. همان زمان خجسته در حالی که پیش‌تر به کشف اختلاس ۱۵میلیاردتومانی و حیف‌ومیل بیش از ۱۷۰ میلیارد از دارایی‌های بانک دی در صرافی‌ها اشاره کرده بود و این موضوع را دلیل اصلی تفحص از این بنیاد بر شمرده بود، گفت که «عدم‌شفافیت مالی، وجود شایبه‌های مختلف در بخش‌های اقتصادی بنیاد و کشف اختلاس ۱۵میلیاردتومانی» از جمله دلایل پیگیری این طرح توسط نمایندگان مجلس نهم بوده است. همچنین غلامعلی جعفرزاده ایمن‌آبادی نماینده مردم رشت در مجلس نهم و از جمله اعضای پیگیر در هیات تفحص از بنیاد شهید با اشاره به کشف فساد ۱۷۰ میلیارد تومان در بنیاد شهید، اعلام کرد: «این موضوع در گذشته بوده و حالا ما به مسائل جدیدتری رسیدیم. این مطالب جدید بحث فقط رقم نیست، داستان‌های دیگری رخ داده‌ که البته مجاز به انتشار آن نیستیم. فقط می‌توانم بگویم که ابعاد وحشتناکی دارد و هر ‌کسی‌‌ با‌ آگاهی از آن، ‌شرمنده ‌‌خانواده شهدا می‌‌شو‌د. جعفرزاده ایمن‌آبادی همچنین چندی بعد اعلام کرد: «در جریان تفحص از بنیاد شهید در کمال ناباوری دیدیم هر چه جلوتر می‌رویم، ابعاد فسادها گسترده‌تر می‌شود. فساد ۱۷۰ میلیارد تومانی، اعطای ۸ هزار میلیارد تومان وام بدون ضمانت و با تبانی، کلاه‌برداری از صرافی یکی از بانک‌ها در دوبی به مبلغ ۴۳۳ میلیون درهم، وجود ۵۰ تا ۷۰ نفر در یک شبکه فساد با همکاری برخی مدیران وقت بنیاد شهید و معامله با افراد و بخش‌های ممنوع‌المعامله، بخشی از فسادی است که در طول تحقیق و تفحص مجلس از این بنیاد، در دوران مدیریت مسعود زریبافان کشف و اعلام شد.» حال فساد ۵ هزار میلیاردی بانک دی که امیرحسین قاضی‌زاده هاشمی در نخستین سال فعالیت دولت سیزدهم از آن پرده برداشته آخرین نمونه از مفاسد در زیرمجموعه‌های این نهاد است. فسادی که با توجه به آن‌چه در این بیش از یک دهه شاهد بودیم، بعید است آخرین نمونه از مفاسد این بنیاد باشد.

## بانکداری الکترونیکی
- همراه بانک (دی جت)
- تلفن بانک
- اینترنت بانک(نت دی)
- نرم‌افزار اعتبار سنجی و ارزیابی (سادا)